# Tone Okrogar
Anton Okrogar-Nestl, slovenski delavec, komunist, častnik, partizan in narodni heroj, * 3. februar 1923, Zagorje ob Savi, † 13. februar 1955, Črna na Koroškem.
Pred 2. svetovno vojno je delal kot ključavničar. Po okupaciji se je vključil v narodnoosvobodilno gibanje in oktobra 1941 odšel v partizane, kjer je zaslovel kot poveljnik. Bil je v Štajerske in Savinjskem bataljonu, od novembra 1942 v koroških partizanskih enotah (komandir čete, poveljnik Zapadnokoroškega odreda in operativni častnik Šercerjeve brigade). Dosegel je čin majorja. Med boji je bil kar sedemkrat ranjen, zaradi česar je bil 22. julija 1953 odlikovan z redom narodnega heroja Jugoslavije. Po osvoboditvi je kot častnik deloval v JLA. Okrogar je nosilec partizanske spomenice 1941. Po njem je poimenovana starejša od dveh osnovnih šol v mestu njegovega rojstva, Zagorju ob Savi.